# Jacqueline Taïeb
Jacqueline Taïeb (Tunisz, 1948. szeptember 9.– ) tunéziai születésű francia énekesnő és dalszerző. Legnagyobb sikereit fiatalon a yé-yé stílus egyik karakteres képviselőjeként, később a popzene különböző ágaiban érte el, jobbára az 1960-as évek második felében. Az 1980-as évektől dalszerzőként tért vissza a könnyűzenei életbe, de még 2013-ban is önálló lemezt jelentetett meg.

## Élete
Nyolcéves koráig szülőföldjén, Tunéziában élt, ezt követően azonban a családja Franciaországba költözött. Már tizenkét éves korában dalokat szerzett, amiket eleinte saját maga kísért gitáron, zenei pályája azonban 1966-tól számítható, amikor felfedezték egy tehetségkutató rendezvényen, ahol néhány barátjával együtt énekelt.
Nem sokkal Párizsba költözése után szerződést kötött az Impact Records-szal, ez a kiadó jelentette meg első, kirobbanó sikerszámát, a "7 heures du matin" című dalt 1967-ben. A szám egy fiatal lányról szólt, aki a Paul McCartneyval való kapcsolatáról fantáziált, és még a kiadása évében elhozta Jacqueline-nek a Cannes-ban a Midem-gála legjobb újoncának járó díjat.
Az 1970-es évek elején hosszabb időre felhagyott a lemezkiadással, de 1988-ban ismét visszatért a könnyűzenei életbe, ezúttal dalszerzőként, a "Ready to Follow You" című dallal, amely rövidesen világsláger lett Dana Dawson amerikai énekesnő előadásában. A dal kislemez verziója világszerte több mint félmillió példányban kelt el, ebből csak Franciaországban 300,000 körül volt az eladott lemezek száma.
2002-ben kiadott egy 15 számot tartalmazó válogatásalbumot, The Complete Masterworks of the French Mademoiselle címmel, amit 2005 júniusában egy újabb, 12 számos válogatáslemez követett, Jacqueline Taïeb Is Back címmel, majd még ugyanezen év decemberében egy 77 perces dvd-t is megjelentetett pályája legjobb felvételeiből. Karrierje korai éveinek legkedveltebb számait közel fél évszázad után, a 2010-es években a reklámszakma kapta fel újból: 2010-ben és 2014-ben a 7 heures du matin, 2012-ben pedig a La Plus Belle chanson szerepelt egy-egy reklámfilmben. Mindemellett azonban még ő maga is vállalkozott egy újabb lemez kiadására ezekben az években: a 2013 februárjában kiadott lemeze a Jacqueline Taïeb Sings Elvis címmel került a boltokba.

## Diszkográfia
Dalok
- 1967: 7 heures du matin
- 1967: Bienvenue au pays
- 1967: Ce soir je m'en vais
- 1967: La plus belle chanson
- 1967: Bravo
- 1967: Juste un peu d'amour
- 1967: On roule à 160
- 1967: Le cœur au bout des doigts
- 1967: est-ce qu'on se marre à la fac
- 1967: La première à gauche
- 1967: Bientôt tu l'oublieras
- 1967: Le printemps à Paris
- 1969: Bonjour Brésil
- 1969: On la connait
- 1969: À chacun sa vie
- 1969: Lui
- 1971: Il faut choisir
- 1971: Pourquoi t'es pas chez toi?
- 1978: Printemps à Djerba
- 1978: Et la vie
- 1979: Maman, jusqu'où tu m'aimes?
- 1979: Le p'tit air
- 1979: J'suis pas nette
- 1979: Qu'est-ce que je peux faire?
- 1980: Je cherche quelqu'un
- 1980: Dis-moi des bêtises
- 1983: Les chanteurs disent la vérité
- 1983: J'vais pas pleurer tout l’temps
- 2005: Mon chat
- 2005: Mon prince d'Internet
- 2007: Partir à Amsterdam

## Fordítás
- Ez a szócikk részben vagy egészben  a   Jacqueline Taïeb című angol Wikipédia-szócikk fordításán alapul.  Az eredeti cikk szerkesztőit annak laptörténete sorolja fel. Ez a jelzés csupán a megfogalmazás eredetét és a szerzői jogokat jelzi, nem szolgál a cikkben szereplő információk forrásmegjelöléseként.
- Ez a szócikk részben vagy egészben  a   Jacqueline Taïeb című francia Wikipédia-szócikk fordításán alapul.  Az eredeti cikk szerkesztőit annak laptörténete sorolja fel. Ez a jelzés csupán a megfogalmazás eredetét és a szerzői jogokat jelzi, nem szolgál a cikkben szereplő információk forrásmegjelöléseként.